# Fogiel (nazwisko)
Fogiel – polskie nazwisko pochodzenia niemieckiego, które zostało spolszczone z nazwiska Vogel.
W Polsce nazwisko Fogiel nosi 576 osób.
Nazwisko Fogiel jest spokrewnione również z nazwiskiem Fogel, ponieważ oba sformułowania pochodzą od niemieckiej nazwy osobowej Vogel, a w języku polskim uległo przekształceniu: Vogel = Fogel = Fogiel.
Krewni rodu Fogiel pochodzą z Niemieckiego rodu Vogel, w Niemczech można spotkać nazwisko w obu sformułowaniach.

## Znane osoby noszące nazwisko Fogiel
- Władimir Fogiel (1902 - 1929) – radziecki aktor filmowy kina niemego.
- Mieczysław Fogiel (1901 - 1990) – polski wokalista, baryton.
- Aleksander Fogiel (1910 - 1996) – polski aktor.
- Radosław Fogiel (ur. 1982) – polski polityk.
- Andrzej Fogiel (ur. 1941) – polski aktor, syn Aleksandra.